# Casper van Eijck
Casper van Eijck (Rotterdam, 9 januari 1957) is een Nederlands chirurg, hoogleraar en onderzoeker op het gebied van alvleesklierkanker. Hij heeft duizenden patiënten behandeld. Volgens KRO-NCRV wisten ook bekende mensen als Steve Jobs en Sonia Gandhi hem te vinden.

## Levensloop
Van Eijck werd geboren, en groeide op, aan de Coolhaven. Als tiener was hij al actief in de gezondheidszorg; hij reed medicijnen rond voor een apotheek en had bijbaantjes in een ziekenhuis. Hij studeerde geneeskunde aan de Erasmus Universiteit Rotterdam. Daarna werd Van Eijck opgeleid tot chirurg in het toenmalige Leyenburg Ziekenhuis en het Academisch Ziekenhuis Dijkzigt. Als twintiger verloor hij zijn vader aan kanker, die overleed aan een kwaadaardige tumor achter zijn oog.
In 1991 schreef Van Eijck zich in als chirurg. Als chirurg staat hij bekend om zijn persoonlijke benadering, oprechtheid, en verzet tegen de vercommercialisering van de gezondheidszorg. In 1993 promoveerde Van Eijck op het proefschrift The role of Somatostatin receptors in breast and pancreatic cancer. In 2009 werd hij benoemd tot hoogleraar chirurgie. In oktober 2023 nam hij afscheid in Stadion Feijenoord, na zich vijfentwintig jaar bezig te hebben gehouden met alvleesklierkanker.
Hij was (en is) sportarts van diverse voetbalclubs: Sparta Rotterdam (1983–2009), Feyenoord (2009–2021), en het Curaçaos voetbalelftal (2024–heden).
Van Eijck is naamgever van de succesvolle campagne "Support Casper", die sinds 2015 wordt gevoerd door de Stichting Overleven met Alvleesklierkanker. De stichting werd opgericht door nabestaanden van oud-patiënten van Van Eijck. De stichting was in 2018 het goede doel van een benefietwedstrijd van Feyenoord, en verdiepte zich ook in het coronavirus.
In 2017 werd hij uitgeroepen tot Rotterdammer van het jaar. In 2018 was hij winnaar van de "Gouden Mossel". Eind oktober 2023 werd Van Eijck benoemd tot officier in de Orde van Oranje-Nassau.

## Privéleven
Van Eijck heeft geen kinderen, wel al lange tijd twee of meer honden. Zijn hobby's zijn onder meer pianospelen en mountainbiken. Als vervoermiddel gebruikt hij een scooter. Zijn vrouw, Charo, deed de kunstacademie, en zette samen met Van Eijck een muziekschool op in het Erasmus MC. Samen wonen ze een deel van het jaar in de wijk Hillegersberg en een deel in Spanje, net buiten het centrum van Madrid. Van Eijck is goed bevriend met oud-profvoetballer René van der Gijp. Een neef van hem promoveerde in april 2024 met een proefschrift over alvleesklierkanker.